# Liste der Nintendo-Switch-Spiele/D
| Titel                                                                | Entwickler                              | Herausgeber                          | Genre                            | Handel | Veröffentlichung D/A/CH                 |
| -------------------------------------------------------------------- | --------------------------------------- | ------------------------------------ | -------------------------------- | ------ | --------------------------------------- |
| D/Generation                                                         | West Coast                              | West Coast                           | Adventure                        | Nein   | 3. April 2018                           |
| D/Generation: The Original                                           | West Coast                              | West Coast                           | Adventure                        | Nein   | 21. Juni 2018                           |
| Daggerhood                                                           | Ratalaika Games                         | Ratalaika Games                      | Adventure                        | Nein   | 22. Februar 2019                        |
| Damaged In Transit                                                   | Diego Garcia Greg Heffernan Wyatt Yeong | Everook                              | Puzzle                           | Nein   | 23. April 2020                          |
| Damascus Gear: Operation Osaka                                       | A+ Games Arc System Works               | Arc System Works                     | Action                           | Nein   | 29. August 2019                         |
| Damascus Gear: Operation Tokyo                                       | A+ Games Arc System Works               | Arc System Works                     | Action                           | Nein   | 1. März 2018                            |
| Damsel                                                               | Screwtape Studios                       | Screwtape Studios                    | Platformer                       | Nein   | 7. August 2019                          |
| Dandara                                                              | Long Hat House                          | Raw Fury                             | Metroidvania                     | Nein   | 6. Februar 2018                         |
| Dandy Dungeon: Legend of Brave Yamada                                | Onion Games                             | Onion Games                          | Rollenspiel Puzzle               | Nein   | 27. Juni 2019                           |
| Danger Mouse: The Danger Games                                       | 9th Impact Studios                      | 9th Impact Studios                   | Rennspiel                        | Nein   | 13. September 2018                      |
| Danmaku Unlimited 3                                                  | Doragon Entertainment                   | Doragon Entertainment                | Shoot ’em up                     | Nein   | 13. März 2018                           |
| Dark Burial                                                          | Drageus Games                           | Drageus Games                        | Platformer                       | Nein   | 8. Mai 2020                             |
| Dark Devotion                                                        | The Arcade Crew                         | The Arcade Crew                      | Adventure Rollenspiel            | Nein   | 24. Oktober 2019                        |
| Dark Quest II                                                        | Brain Seal Entertainment                | Brain Seal Entertainment             | Strategie-Adventure              | Nein   | 27.02.2019                              |
| Dark Souls: Remastered                                               | FromSoftware Virtuos                    | Bandai Namco Entertainment           | Rollenspiel                      | Ja     | 19. Oktober 2018                        |
| Dark Tower                                                           | PrimeBit Games                          | PrimeBit Games                       | Rollenspiel Puzzle               | Nein   | 21. Februar 2020                        |
| Dark Veer                                                            | HANNMADE Studios                        | Forever Entertainment                | Adventure                        | Nein   | 24. Oktober 2019                        |
| Dark Witch Music Episode: Rudymical                                  | Inside System Esquadra                  | Flyhigh Works                        | Rhythmusspiel                    | Nein   | 11. Mai 2017                            |
| Darkest Dungeon                                                      | Red Hook Studios                        | Red Hook Studios Retail: Merge Games | Strategie-Rollenspiel            | Ja     | 18. Januar 2018 Retail: 19. April 2018  |
| Darkest Hunters                                                      | ECC GAMES                               | Ultimate Games                       | Rollenspiel Puzzle               | Nein   | 2. Mai 2019                             |
| Darksiders Genesis                                                   | Airship Syndicate                       | Ultimate Games                       | Action-Adventure                 | Ja     | 14. Februar 2020                        |
| Darksiders Warmastered Edition                                       | KAIKO Vigil Games                       | THQ Nordic                           | Action-Adventure                 | Ja     | 2. April 2019                           |
| Darksiders II Deathinitive Edition                                   | KAIKO Vigil Games                       | THQ Nordic                           | Action-Adventure                 | Ja     | 26. September 2019                      |
| Darkwood                                                             | Acid Wizard Studio                      | Crunching Koalas                     | Survival Horror                  | Nein   | 16. Mai 2019                            |
| Darts                                                                | Sabec                                   | Sabec                                | Sport                            | Nein   | 5. März 2020                            |
| Darts Up                                                             | EnjoyUp Games                           | EnjoyUp Games                        | Sport                            | Nein   | 13. Juli 2018                           |
| Das Fallbuch von Arkady Smith                                        | Wobbly Tooth                            | Wobbly Tooth                         | Adventure Puzzle                 | Nein   | 14. April 2020                          |
| Dawn of Survivors                                                    | WiSTONE Entertainment                   | WiSTONE Entertainment                | Adventure Rollenspiel            | Nein   | 19. April 2019                          |
| Dawn of the Breakers                                                 | CyberStep                               | CyberStep                            | Fighting                         | Nein   | 26. Juli 2018                           |
| Day and Night                                                        | Ridiculous Games                        | Ridiculous Games                     | Puzzle                           | Nein   | 22. Oktober 2019                        |
| DayD: Through Time                                                   | 8Floor Games                            | 8Floor Games                         | Strategie                        | Nein   | 18. April 2019                          |
| DC Universe Online                                                   | Daybreak Game Company                   | Daybreak Game Company                | Action-Rollenspiel               | Nein   | 7. August 2019                          |
| de Blob                                                              | BlitWorks                               | THQ Nordic                           | Plattformer                      | Ja     | 26. Juni 2018                           |
| de Blob 2                                                            | BlitWorks                               | THQ Nordic                           | Plattformer                      | Ja     | 28. August 2018                         |
| De Mambo                                                             | The Dangerous Kitchen                   | The Dangerous Kitchen                | Plattformer                      | Nein   | 13. Juli 2017                           |
| Dead by Daylight                                                     | Behaviour Interactive                   | Koch Media                           | Action                           | Ja     | 25. September 2019                      |
| Dead Cells                                                           | Motion Twin                             | Motion Twin                          | Metroidvania Rogue-like          | Ja     | 7. August 2018                          |
| Dead Dungeon                                                         | Alexey Roenko                           | Drageus Games                        | Platformer                       | Nein   | 14. Juni 2019                           |
| Dead End Job                                                         | Ant Workshop                            | Headup Games                         | Shoot 'em up                     | Nein   | 13. Dezember 2019                       |
| Dead Fun Pack: Penguins and Aliens Strike Again                      | Pixel Bones Studio                      | EnjoyUp Games                        | Arcade                           | Nein   | 24. Mai 2018                            |
| Dead in Vinland - True Viking edition                                | CCCP                                    | Plug In Digital                      | Adventure Strategie              | Nein   | 11. Juli 2019                           |
| Dead or School                                                       | Studio Nanafushi                        | Marvelous Europe                     | Rollenspiel                      | Nein   | 13. März 2020                           |
| Dead Synchronicity: Tomorrow Comes Today                             | Fictiorama Studios                      | BadLand Games                        | Adventure                        | Nein   | 21. November 2017                       |
| Deadlings                                                            | One More Level                          | ALL IN! GAMES                        | Platformer                       | Nein   | 26. August 2019                         |
| Deadly Premonition Origins                                           | Access Games                            | Toybox                               | Adventure                        | Nein   | 5. September 2019                       |
| Death Coming                                                         | NEXT Studios                            | Zodiac Interactive                   | Puzzle                           | Nein   | 25. April 2019                          |
| Death Mark                                                           | Experience                              | Experience                           | Horror-Adventure                 | Ja     | 31. Oktober 2018 Retail: 22. April 2019 |
| Death Road to Canada                                                 | Rocketcat Games                         | Ukiyo Publishing                     | Arcade                           | Nein   | 8. Mai 2018                             |
| Death Squared                                                        | SMS Studio                              | SMS Studio                           | Puzzle                           | Nein   | 13. Juli 2017                           |
| Deathtrap Dungeon Trilogy                                            | Asylum Studios                          | Nomad Games                          | Rollenspiel Adventure            | Nein   | 29. November 2019                       |
| Debtor                                                               | SharkGame                               | Drageus Games                        | Shoot 'em up                     | Nein   | 24. April 2020                          |
| Debris Infinity                                                      | SVC Games                               | SVC Games                            | Puzzle                           | Nein   | 25. September 2018                      |
| Decay of Logos                                                       | Amplify Creations                       | Rising Star Games                    | Action-Rollenspiel               | Nein   | 28. November 2019                       |
| Deemo                                                                | Rayark Games Esquadra                   | Flyhigh Works                        | Rhythmusspiel                    | Nein   | 28. September 2017                      |
| Deep Diving Adventures                                               | Jujubee                                 | Jujubee                              | Adventure Simulation             | Nein   | 16. März 2020                           |
| Deep Ones                                                            | Sometimes You                           | Sometimes You                        | Platformer                       | Nein   | 11. April 2018                          |
| Deep Sky Derelicts: Definitive Edition                               | 1C Entertainment                        | 1C Entertainment                     | Rollenspiel                      | Nein   | 24. März 2020                           |
| Deep Space Rush                                                      | Ratalaika Games                         | Ratalaika Games                      | Shoot 'em up                     | Nein   | 25. Oktober 2019                        |
| Deer Drive Legends                                                   | Maximum Games                           | Maximum Games                        | Sport                            | Nein   | 14. Juni 2019                           |
| Defend your Castle                                                   | XGen Studios                            | XGen Studios                         | Arcade                           | Nein   | 25. April 2019                          |
| Defenders of Ekron: Definitive Edition                               | In Vitro Games                          | Chorus Worldwide Games               | Adventure                        | Nein   | 5. Dezember 2019                        |
| Defense Grid 2                                                       | Hidden Path Entertainment               | Hidden Path Entertainment            | Strategie                        | Nein   | 7. Februar 2019                         |
| Defoliation                                                          | Rising Win Tech                         | Cosen                                | Adventure                        | Nein   | 31. Mai 2018                            |
| Defunct                                                              | Mutan                                   | Mutan                                | Adventure                        | Nein   | 13. September 2018                      |
| Degrees of Separation                                                | Modus Games                             | Modus Games                          | Platformer                       | Nein   | 14. Februar 2019                        |
| Delta Squad                                                          | EskemaGames                             | Ratalaika Games                      | Shoot 'em up                     | Nein   | 1. November 2019                        |
| DELTARUNE Chapter 1                                                  | Toby Fox                                | 8-4                                  | Rollenspiel                      | Nein   | 28. Februar 2019                        |
| Demetrios: The Big Cynical Adventure                                 | Cowcat                                  | Cowcat                               | Adventure                        | Nein   | 3. Dezember 2018                        |
| Demon’s Crystals                                                     | Byte4Games                              | Byte4Games                           | Twin-stick Shooter               | Nein   | 28. September 2018                      |
| Demon’s Tier+                                                        | COWCAT                                  | COWCAT                               | Rollenspiel                      | Nein   | 9. Juni 2020                            |
| Demolish & Build 2018                                                | Noble Muffins                           | Ultimate Games                       | Simulation                       | Nein   | 15. Januar 2020                         |
| Demon Pit                                                            | Psychic Software DoomCube               | Digerati                             | Ego-Shooter                      | Nein   | 25. Dezember 2019                       |
| Demolition Crew                                                      | xirBX                                   | xirBX                                | Platformer                       | Nein   | 14. Juni 2019                           |
| DEMON'S TILT                                                         | Wiznwarybr />Flarb                      | Flarb                                | Action                           | Nein   | 23. Dezember 2019                       |
| Depixtion                                                            | DevHour Games                           | DevHour Games                        | Puzzle Lernspiel                 | Nein   | 10. April 2020                          |
| Deployment                                                           | Whale Rock Games                        | Whale Rock Games                     | Action                           | Nein   | 8. November 2018                        |
| Deponia                                                              | Daedalic GmbH                           | Daedalic GmbH                        | Adventure                        | Ja     | 24. April 2019                          |
| Deponia Doomsday                                                     | Daedalic GmbH                           | Daedalic GmbH                        | Adventure                        | Nein   | 23. Dezember 2019                       |
| Depth of Extinction                                                  | HOF Studios                             | HOF Studios                          | Strategie-Rollenspiel            | Nein   | 4. Juni 2020                            |
| Deru - The Art of Cooperation                                        | Ink Kit.                                | Ink Kit.                             | Puzzle                           | Nein   | 7. November 2018                        |
| Descenders                                                           | RageSquid                               | No More Robots                       | Rennspiel                        | Ja     | 6. November 2020                        |
| Desert Child                                                         | Oscar Brittain                          | Akupara Games                        | Rennspiel                        | Nein   | 11. Dezember 2018                       |
| Desktop Basketball                                                   | SAT-BOX                                 | SAT-BOX                              | Sport                            | Nein   | 3. April 2020                           |
| Desktop Bowling                                                      | SAT-BOX                                 | SAT-BOX                              | Sport                            | Nein   | 8. Juli 2019                            |
| Desktop Rugby                                                        | SAT-BOX                                 | SAT-BOX                              | Sport                            | Nein   | 24. Oktober 2019                        |
| Desktop Soccer                                                       | SAT-BOX                                 | SAT-BOX                              | Sport                            | Nein   | 14. November 2018                       |
| Desktop Table Tennis                                                 | SAT-BOX                                 | SAT-BOX                              | Sport                            | Nein   | 30. Mai 2019                            |
| Despotism 3k                                                         | Konfa Games                             | Gameplay First                       | Simulation                       | Nein   | 30. Mai 2020                            |
| Destiny’s Princess: A War Story, A Love Story                        | D-Pad Studio                            | D3 Publisher                         | Visual Novel                     | Nein   | 21. Juni 2018                           |
| Destiny Connect: Tick-Tock Travelers                                 | NIS America                             | NIS America                          | Rollenspiel                      | Ja     | 25. Oktober 2019                        |
| Destruction                                                          | Cosen                                   | Cosen                                | Adventure                        | Nein   | 15. November 2018                       |
| Detective Gallo                                                      | Adventure Productions                   | MixedBag                             | Adventure                        | Nein   | 17. August 2018                         |
| Detention                                                            | Red Candle Games                        | Coconut Island Games                 | Horror                           | Nein   | 1. März 2018                            |
| Devil Engine                                                         | DANGEN Entertainment                    | DANGEN Entertainment                 | Shoot 'em up                     | Nein   | 21. Februar 2019                        |
| Devil May Cry                                                        | Capcom                                  | Capcom                               | Action                           | Nein   | 25. Juni 2019                           |
| Devil May Cry 2                                                      | Capcom                                  | Capcom                               | Action                           | Nein   | 19. September 2019                      |
| Devil May Cry 3 Special Edition                                      | Capcom                                  | Capcom                               | Action                           | Nein   | 20. Februar 2020                        |
| Devious Dungeon                                                      | Ravenous Games Woblyware                | Ratalaika Games                      | Rollenspiel                      | Nein   | 30. März 2018                           |
| Devious Dungeon 2                                                    | Ravenous Games Woblyware                | Ratalaika Games                      | Rollenspiel                      | Nein   | 17. Mai 2019                            |
| Dexteritrip                                                          | Panopticon Games                        | Undergames                           | Platformer                       | Nein   | 29. November 2018                       |
| Dezatopia                                                            | HEY                                     | Hanaji Games                         | Shoot 'em up                     | Nein   | 20. März 2020                           |
| Diablo III: Eternal Collection                                       | Blizzard Entertainment                  | Blizzard Entertainment               | Action-Rollenspiel               | Ja     | 2. November 2018                        |
| Diabolic                                                             | MyDreamForever                          | Drageus Games                        | Adventure                        | Nein   | 20. März 2020                           |
| Die Abenteuer von Bertram Fiddle: Episode 1: Ein haariger Fall       | Deck13                                  | Deck13                               | Adventure                        | Nein   | 29. März 2018                           |
| Die Abenteuer von Bertram Fiddle: Episode 2: A Bleaker Predicklement | Deck13                                  | Deck13                               | Adventure                        | Nein   | 22. November 2018                       |
| Die for Valhalla!                                                    | Monster Couch                           | Monster Couch                        | Action-Rollenspiel               | Nein   | 29. Mai 2018                            |
| Dig Dog                                                              | Wild Rooster                            | Wild Rooster                         | Action-Adventure                 | Nein   | 26. April 2019                          |
| Digerati Indie Bundle: INK & Hacky Zack                              | Digerati                                | Digerati                             | Action Platformer                | Nein   | 24. Dezember 2018                       |
| Diggerman                                                            | Forever Entertainment                   | Forever Entertainment                | Puzzle                           | Nein   | 24. Dezember 2018                       |
| Digimon Story Cyber Sleuth: Complete Edition                         | Media.Vision                            | Bandai Namco Entertainment           | Platformer                       | Ja     | 18. Oktober 2019                        |
| Dimension Drive                                                      | 2Awesome Studio                         | 2Awesome Studio                      | Shoot 'em up                     | Nein   | 7. Dezember 2017                        |
| Ding Dong XL                                                         | Nickervision Studios                    | Nickervision Studios                 | Arcade                           | Nein   | 22. April 2019                          |
| Disaster Report 4: Summer Memories                                   | Granzella Irem Software Engineering     | NIS America                          | Adventure Simulation             | Ja     | 7. April 2020                           |
| Disc Jam                                                             | High Horse Entertainment                | High Horse Entertainment             | Sport                            | Nein   | 8. Februar 2018                         |
| Discmaster                                                           | Conceptsleutelaars                      | Conceptsleutelaars                   | Brettspiel                       | Nein   | 14. Mai 2020                            |
| Disco Dodgeball Remix                                                | Zen Studios                             | Zen Studios                          | Arcade                           | Nein   | 22. Mai 2018                            |
| Discovery                                                            | noowanda                                | noowanda                             | Adventure                        | Nein   | 30. Mai 2018                            |
| Disgaea 1 Complete                                                   | Nippon Ichi Software                    | NIS America                          | Strategie-Rollenspiel            | Ja     | 12. Oktober 2018                        |
| Disgaea 4 Complete+                                                  | Nippon Ichi Software                    | NIS America                          | Strategie-Rollenspiel            | Ja     | 29. Oktober 2019                        |
| Disgaea 5 Complete                                                   | Nippon Ichi Software                    | NIS America                          | Strategie-Rollenspiel            | Ja     | 26. Mai 2017                            |
| Disease: Hidden Object                                               | OperaHouse                              | D3 Publisher                         | Adventure                        | Nein   | 5. Juli 2018                            |
| Disney Classic Games: Aladdin and The Lion King                      | Nighthawk Interactive                   | Disney                               | Platformer                       | Ja     | 29. Oktober 2019                        |
| Disney Tsum Tsum Festival                                            | Bandai Namco                            | Bandai Namco Entertainment           | Party                            | Ja     | 8. November 2019                        |
| DISTRAINT: Deluxe Edition                                            | Jesse Makkonen                          | Ratalaika Games                      | Adventure                        | Nein   | 13. September 2019                      |
| Distrust                                                             | Cheerdealers                            | Alawar Entertainment                 | Adventure                        | Nein   | 16. Juli 2019                           |
| Divine Ascent                                                        | Timothée Paez                           | Timothée Paez                        | Brettspiel Puzzle                | Nein   | 25. Juli 2019                           |
| Divinity: Original Sin 2 - Definitive Edition                        | Larian Studios                          | Larian Studios                       | Rollenspiel                      | Nein   | 5. September 2019                       |
| Do Not Feed The Monkeys                                              | Ohayoo                                  | Ohayoo                               | Adventure                        | Nein   | 1. Juni 2020                            |
| Dobutsu Shogi World                                                  | SilverStarJapan                         | SilverStarJapan                      | Brettspiel                       | Nein   | 27. Juni 2019                           |
| Doggie Ninja The Burning Strikers                                    | toydea                                  | toydea                               | Sport Party                      | Nein   | 16. Januar 2020                         |
| Dogurai                                                              | Hungry Bear Games                       | QUByte Interactive                   | Action                           | Nein   | 27. Juni 2019                           |
| Dokuro                                                               | Game Arts                               | Game Arts                            | Puzzle                           | Nein   | 26. September 2018                      |
| Domiverse                                                            | Haunted Tie SPRL                        | Haunted Tie SPRL                     | Fighting                         | Nein   | 17. Oktober 2019                        |
| Donkey Kong Country: Tropical Freeze                                 | Retro Studios                           | Nintendo                             | Plattformer                      | Ja     | 4. Mai 2018                             |
| Donkey Kong Country Returns HD                                       | Retro Studios                           | Nintendo                             | Plattformer                      | Ja     | 16. Januar 2025                         |
| Don’t Die, Mr. Robot! DX                                             | Digerati                                | Digerati                             | Arcade                           | Nein   | 3. Mai 2018                             |
| Don’t Knock Twice                                                    | Wales Interactive                       | Wales Interactive                    | Survival Horror                  | Nein   | 17. Oktober 2017                        |
| Don’t Sink                                                           | Hitcents                                | Studio Eris                          | Adventure                        | Nein   | 3. Januar 2019                          |
| Don’t Starve                                                         | Klei Entertainment                      | 505 Games                            | Action-Adventure Survival Horror | Nein   | 12. April 2018                          |
| Donut Country                                                        | Ben Esposito                            | Annapurna Interactive                | Puzzle                           | Nein   | 18. Dezember 2018                       |
| Doodle God: Crime City                                               | JoyBits                                 | JoyBits                              | Puzzle                           | Nein   | 11. Juli 2019                           |
| Doodle God: Evolution                                                | JoyBits                                 | JoyBits                              | Puzzle                           | Nein   | 24. Januar 2019                         |
| Doom (2016)                                                          | id Software                             | Bethesda Softworks                   | Ego-Shooter                      | Ja     | 10. November 2017                       |
| Doom                                                                 | id Software                             | Bethesda Softworks                   | Ego-Shooter                      | Nein   | 26. Juli 2019                           |
| Doom II                                                              | id Software                             | Bethesda Softworks                   | Ego-Shooter                      | Nein   | 26. Juli 2019                           |
| Doom 3                                                               | id Software                             | Bethesda Softworks                   | Ego-Shooter                      | Nein   | 26. Juli 2019                           |
| Doom 64                                                              | Midway Games San Diego                  | Bethesda Softworks                   | Ego-Shooter                      | Nein   | 20. März 2020                           |
| Doom & Destiny                                                       | Heartbit Interactive                    | Heartbit Interactive                 | Rollenspiel                      | Nein   | 8. Februar 2019                         |
| Door Kickers: Action Squad                                           | KillHouse Games                         | KillHouse Games                      | Action                           | Nein   | 28. Oktober 2019                        |
| Doraemon Story of Seasons                                            | Marvelous                               | Bandai Namco Entertainment           | Farmsimulation Adventure         | Nein   | 11. Oktober 2019                        |
| Dots 8                                                               | Nestor Yavorskyy                        | Nestor Yavorskyy                     | Puzzle                           | Nein   | 12. Juni 2020                           |
| Double Cross                                                         | 13AM Games                              | Headup Games                         | Action-Adventure                 | Nein   | 10. Januar 2019                         |
| Double Dragon                                                        | Arc System Works                        | Arc System Works                     | Beat 'em up                      | Nein   | 16. April 2020                          |
| Double Dragon II: The Revenge                                        | Arc System Works                        | Arc System Works                     | Beat 'em up                      | Nein   | 16. April 2020                          |
| Double Dragon III: The Sacred Stones                                 | Arc System Works                        | Arc System Works                     | Beat 'em up                      | Nein   | 16. April 2020                          |
| Double Dragon IV                                                     | Arc System Works                        | Arc System Works                     | Beat 'em up                      | Nein   | 7. September 2017                       |
| Double Dragon & Kunio-kun: Retro Brawler Bundle                      | Arc System Works                        | Arc System Works                     | Beat 'em up Sport                | Nein   | 20. Februar 2020                        |
| Doubles Hard                                                         | Ultimate Games                          | Ultimate Games                       | Puzzle Platformer                | Nein   | 15. April 2020                          |
| Doughlings: Arcade                                                   | Hero Concept                            | Hero Concept                         | Action                           | Nein   | 13. September 2018                      |
| Doughlings: Invasion                                                 | Hero Concept                            | Hero Concept                         | Action                           | Nein   | 8. August 2019                          |
| Down to Hell                                                         | Red Dev Studio                          | Ultimate Games                       | Action                           | Nein   | 23. Dezember 2019                       |
| Downwell                                                             | Moppin                                  | Devolver Digital                     | Adventure                        | Nein   | 31. Januar 2019                         |
| Dr. Kawashimas Gehirn-Jogging für Nintendo Switch                    | Nintendo                                | Nintendo                             | Digitales Lernspiel              | Ja     | 3. Januar 2020                          |
| Dracula's Legacy                                                     | Joindots                                | Joindots                             | Adventure                        | Nein   | 29. Oktober 2018                        |
| Drag Sim 2020                                                        | Ovilex Soft                             | Ovilex Soft                          | Simulation                       | Nein   | 5. Juni 2020                            |
| DragoDino                                                            | Plug In Digital                         | Plug In Digital                      | Adventure                        | Nein   | 27. April 2018                          |
| Dragon: Marked for Death                                             | Inti Creates                            | Inti Creates                         | Rollenspiel                      | Ja     | 31. Januar 2019                         |
| Dragon Ball: The Breakers                                            | Dimps                                   | Bandai Namco Entertainment           | Survival-Spiel                   | Ja     | 14. Oktober 2022                        |
| Dragon Ball FighterZ                                                 | Arc System Works                        | Bandai Namco Entertainment           | Fighting                         | Ja     | 28. September 2018                      |
| Dragon Ball Xenoverse 2                                              | Dimps                                   | Bandai Namco Entertainment           | Fighting Rollenspiel             | Ja     | 22. September 2017                      |
| Dragon Ball Xenoverse 2 Lite Version                                 | Dimps                                   | Bandai Namco Entertainment           | Fighting Rollenspiel             | Nein   | 29. August 2019                         |
| Dragon Ball Z: Kakarot                                               | CyberConnect2                           | Bandai Namco Entertainment           | Fighting Action-Rollenspiel      | Ja     | 24. September 2021                      |
| Dragon Blaze                                                         | Zerodiv                                 | Zerodiv                              | Arcade                           | Nein   | 5. April 2018                           |
| Dragon Fang Z: The Rose & Dungeon of Time                            | Toydea                                  | Toydea                               | Rollenspiel Rogue-like           | Nein   | 26. Dezember 2017                       |
| Dragon Pinball                                                       | EnjoyUp Games                           | EnjoyUp Games                        | Flipper                          | Nein   | 10. Mai 2019                            |
| Dragon Quest                                                         | Square Enix                             | Square Enix                          | Rollenspiel                      | Nein   | 27. September 2019                      |
| Dragon Quest II: Luminaries of the Legendary Line                    | Square Enix                             | Square Enix                          | Rollenspiel                      | Nein   | 27. September 2019                      |
| Dragon Quest III: The Seeds of Salvation                             | Square Enix                             | Square Enix                          | Rollenspiel                      | Nein   | 27. September 2019                      |
| Dragon Quest III HD-2D Remake                                        | Artdink                                 | Square Enix                          | Rollenspiel                      | Ja     | 14. November 2024                       |
| Dragon Quest Monsters: The Dark Prince                               | Tose                                    | Square Enix                          | Rollenspiel                      | Ja     | 1. Dezember 2023                        |
| Dragon Quest Builders                                                | Square Enix                             | Square Enix                          | Sandbox Rollenspiel              | Ja     | 9. Februar 2018                         |
| Dragon Quest Builders 2                                              | Square Enix                             | Square Enix                          | Sandbox Rollenspiel              | Ja     | 12. Juli 2019                           |
| Dragon Quest Treasures                                               | Tose                                    | Square Enix                          | Action-Rollenspiel               | Ja     | 9. Dezember 2022                        |
| Dragon Quest XI S: Streiter des Schicksals - Definitive Edition      | Square Enix                             | Square Enix                          | Rollenspiel                      | Ja     | 27. September 2019                      |
| Dragon Sinker                                                        | EXE-CREATE                              | Kemco                                | Rollenspiel                      | Nein   | 22. Februar 2018                        |
| Dragon’s Dogma: Dark Arisen                                          | GIANTY                                  | Capcom                               | Action-Rollenspiel               | Nein   | 23. April 2019                          |
| Dragon's Lair Trilogie                                               | Digital Leisure                         | Digital Leisure                      | Adventure                        | Nein   | 17. Januar 2019                         |
| Dragons - Aufbruch neuer Reiter                                      | Climax Group                            | Outright Games                       | Adventure                        | Ja     | 1. Februar 2019                         |
| Draw a Stickman: EPIC 2                                              | Hitcents                                | Hitcents                             | Adventure Puzzle                 | Nein   | 8. Februar 2018                         |
| Draw Chilly                                                          | AZAMATIKA                               | HypeTrain Digital                    | Action                           | Nein   | 12. November 2019                       |
| Drawful 2                                                            | Jackbox Games                           | Jackbox Games                        | Party                            | Nein   | 21. Juni 2018                           |
| Drawngeon: Dungeons of Ink and Paper                                 | DarkDes Labs                            | Drageus Games                        | Adventure Rollenspiel            | Nein   | 24. Dezember 2019                       |
| Dread Nautical                                                       | Zen Studios                             | Zen Studios                          | Rollenspiel                      | Nein   | 29. April 2020                          |
| Dream Alone                                                          | Fat Dog Games                           | Fat Dog Games                        | Platformer                       | Nein   | 28. Juni 2018                           |
| Dream Daddy: A Dad Dating Simulator                                  | Game Grumps                             | Game Grumps                          | Shoot ’em up                     | Nein   | 2. Juli 2019                            |
| Dream Gallery                                                        | Funalter Games                          | Funalter Games                       | Puzzle                           | Nein   | 26. März 2020                           |
| DreamBall                                                            | JanduSoft                               | JanduSoft                            | Sport                            | Nein   | 23. Dezember 2019                       |
| Dreaming Canvas                                                      | Playstige Interactive                   | Playstige Interactive                | Adventure                        | Nein   | 27. September 2019                      |
| Dreamwalker                                                          | Code Mystics                            | Code Mystics                         | Puzzle                           | Nein   | 19. Dezember 2018                       |
| Dreamwalker: Never Fall Asleep                                       | The House Of Fables                     | Artifex Mundi                        | Puzzle                           | Nein   | 16. Januar 2020                         |
| Drift Legends                                                        | Nikita Alexeevich                       | Nikita Alexeevich                    | Rennspiel                        | Nein   | 18. Oktober 2018                        |
| Drift Zone Arcade                                                    | Awesome Industries                      | Awesome Industries                   | Rennspiel                        | Nein   | 3. April 2020                           |
| Driving School Original                                              | SC Ovilex Soft SRL                      | SC Ovilex Soft SRL                   | Rennspiel                        | Nein   | 20. Juni 2019                           |
| Drone Fight                                                          | Silver Star Japan                       | Silver Star                          | Rennspiel                        | Nein   | 12. April 2018                          |
| Drowning                                                             | Sometimes You                           | Sometimes You                        | Adventure                        | Nein   | 30. Januar 2019                         |
| Drunk-Fu: Wasted Masters                                             | Rust0 Games                             | Rust0 Games                          | Fighting                         | Nein   | 9. Januar 2020                          |
| Dual Brain Vol.1: Calculation                                        | D-O                                     | D-O                                  | Education                        | Nein   | 19. Dezember 2019                       |
| Dual Brain Vol.2: Reflex                                             | D-O                                     | D-O                                  | Education                        | Nein   | 23. Januar 2020                         |
| Dual Brain Vol.3: Shapes                                             | D-O                                     | D-O                                  | Education                        | Nein   | 27. Februar 2020                        |
| Duck Game                                                            | Landon Podbielski                       | Adult Swim Games                     | Action                           | Nein   | 2. Mai 2019                             |
| Duck Hunting Challenge                                               | BoomBox                                 | BoomBox                              | Sport                            | Nein   | 12. Februar 2019                        |
| Duck Life: Battle                                                    | MoFunZone.com                           | Wix Games                            | Adventure Rollenspiel            | Nein   | 18. August 2019                         |
| Duke of Defense                                                      | Hitcents                                | Hitcents                             | Tower Defense                    | Nein   | 20. Juni 2019                           |
| Duck Souls+                                                          | Green Dinosaur Games                    | Ratalaika Games                      | Platformer                       | Nein   | 27. März 2020                           |
| Dude, Stop                                                           | SIA Team HalfBeard                      | SIA Team HalfBeard                   | Puzzle                           | Nein   | 5. März 2020                            |
| Dungeon Rusher                                                       | Plug in Digital                         | Plug in Digital                      | Adventure                        | Nein   | 25. Mai 2018                            |
| Dungeon Shooting                                                     | SIMS                                    | Starsign                             | Shoot 'em up                     | Nein   | 10. April 2020                          |
| Dungeon Stars                                                        | Dungeon Stars                           | Dungeon Stars                        | Adventure                        | Nein   | 12. Februar 2019                        |
| Dungeon Village                                                      | Kairosoft                               | Kairosoft                            | Simulation                       | Nein   | 11. Oktober 2018                        |
| Dungeon Warfare                                                      | Jae Won Yoo                             | Jae Won Yoo                          | Rollenspiel                      | Nein   | 1. August 2019                          |
| Dungeons & Aliens                                                    | Kool2Play                               | Kool2Play                            | Adventure                        | Nein   | 15. März 2019                           |
| Duped                                                                | No Moss Co Pty Ltd                      | No Moss Co Pty Ltd                   | Platformer Puzzle                | Nein   | 10. Oktober 2019                        |
| Dusk Diver                                                           | JFI Games JERA                          | PQube                                | Beat ’em up                      | Ja     | 25. Oktober 2019                        |
| Dust: An Elysian Tail                                                | Humble Hearts                           | Limited Run Games                    | Action-Rollenspiel               | Ja     | 10. September 2018                      |
| Dustoff Heli Rescue 2                                                | Invictus Games Ratalakia Games          | Rainy Frog                           | Shoot 'em up                     | Nein   | 25. Januar 2018                         |
| Dusty Raging Fist                                                    | PD Design Studio                        | PD Design Studio                     | Beat ’em up                      | Nein   | 14. März 2019                           |
| Dying: Reborn - Nintendo Switch Edition                              | NEKCOM Entertainment                    | Coconut Island Games                 | Adventure Puzzle                 | Nein   | 17. Januar 2019                         |
| Dynamite Fishing: World Games                                        | HandyGames                              | HandyGames                           | Action Angeln                    | Nein   | 21. Dezember 2018                       |
| Dyna Bomb                                                            | 7 Raven Studios                         | 7 Raven Studios                      | Kartenspiel                      | Nein   | 6. Juni 2019                            |
| Dynasty Warriors 8: Xtreme Legends Definitive Edition                | Omega Force                             | Koei Tecmo                           | Hack & Slay                      | Nein   | 27. Dezember 2018                       |